# Червоні (партія, Норвегія)
«Червоні» (норв. Rødt; нюн. Raudt) — ліворадикальна політична партія в Норвегії. Засновані в 2007 році в результаті об'єднання Робітничої комуністичної партії (РКП) і Червоного виборчого альянсу (РВ). Партія бере участь у роботі «Європейських антикапіталістичних лівих».
У квітні 2023 року на національному з'їзді «Червоні» прийняли заяву про підтримку українського збройного спротиву російській окупації та поставок зброї Україні.

## Формування партії
Партія «Червоні» була створена на об'єднавчій конференції двох ліворадикальних норвезьких партій, що проходила 10-11 березня 2007 року в Осло. Завданням об'єднання оголошувалося створення серйозної лівої сили в норвезькій політиці. Лідер «Червоних» Торстен Дале заявив, що нова партія «буде відкритою і широкою партією, яка заповнить політичний простір зліва від уряду». Більшість засновників партії походять з маоїстської політичної традиції, в неї вступили також троцькісти («Міжнародні соціалісти» і частина Міжнародної ліги Норвегії) і радикальні демократичні соціалісти.
Молодіжною організацією нової партії став рух «Червона молодь» (Rød Ungdom), що була до 2007 року молодіжним крилом як РКП, так і РВ. Лідером руху є Марі Ейфрінг (Mari Eifring).

## Діяльність
23 липня 2007 року лідер партії Торстен Дале став предметом уваги засобів масової інформації. Він заявив, що рух «Талібан» та інші афганські повстанські рухи мали повне право на бойові дії проти норвезьких військовослужбовців, які діяли в рамках Міжнародних сил сприяння безпеці в Афганістані.
У вересні 2007 року партія вперше брала участь в губернських і муніципальних виборах. Офіційно партія все ще брала участь під ім'ям Червоного виборчого альянсу. На губернських виборах «Червоні» отримали 2,1 % голосів і 8 посад в губернських парламентах. На муніципальних виборах партія отримала підтримку 1,9 % виборців. У місті Рісер (губернія Еуст-Аґдер), де партія набрала 13,7 % голосів, кандидат від «Червоних» Кнут Хеннінг Тхюгенес (Knut Henning Thygenes) переміг на виборах мера.
На виборах в 2009 році партія «Червоні» в цілому набрала 1,3 % голосів. Найкращі результати були зафіксовані в Осло (4 %) і Гордаленде (2,5 %).
У 2012 році лідер партії Бьорнар Мокснес на питання про демократію відповів, що «свобода слова, свобода мирних зібрань, вільні вибори, вільні ЗМІ та незалежні суди фундаментально важливі для соціалістичного суспільства».

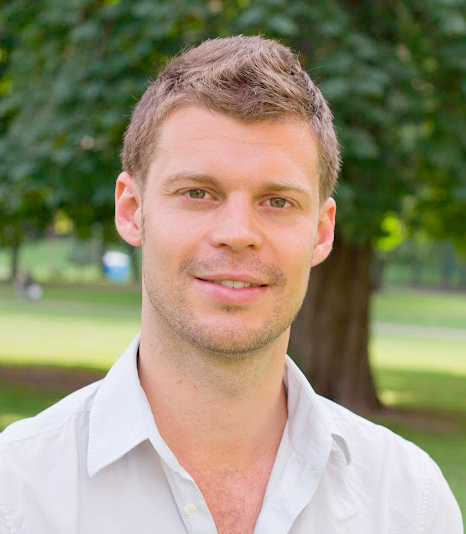
Колишній лідер «Червоних» — Бьорнар Мокснес

На парламентських виборах 2017 року партія отримала рекордні 2.39 % голосів. Хоч партія і не подолала 4-відсотковий бар'єр, вона все ж отримала одне місце у Стортингу.

## Видання
Близьким до партії виданням є газета «Klassekampen» (Класова боротьба). Вона почала видаватися в 1969 році активістами маоїстського руху, які складали потім кістяк РКП (м-л). З 1973 року газета стала офіційним органом партії. Починаючи з 1990-х років газета вже не орієнтується чітко на РКП і представляє більш широкий лівий спектр. Видання позиціонує себе, як «щоденна газета лівих» (Venstresidas dagsavis).
Офіційними виданнями «Червоних» є газета «Rødt Nytt» (Червоні новини) і журнал «Rødt!».

## Представництво у Стортингу
| Рік  | % голосів | місць   |
| ---- | --------- | ------- |
| 2009 | 1.35 %    | 0 з 169 |
| 2013 | 1.08 %    | 0 з 169 |
| 2017 | 2.39 %    | 1 з 169 |
| 2021 | 4.70 %    | 8 з 169 |